# Historický park Phra Nakhon Khiri

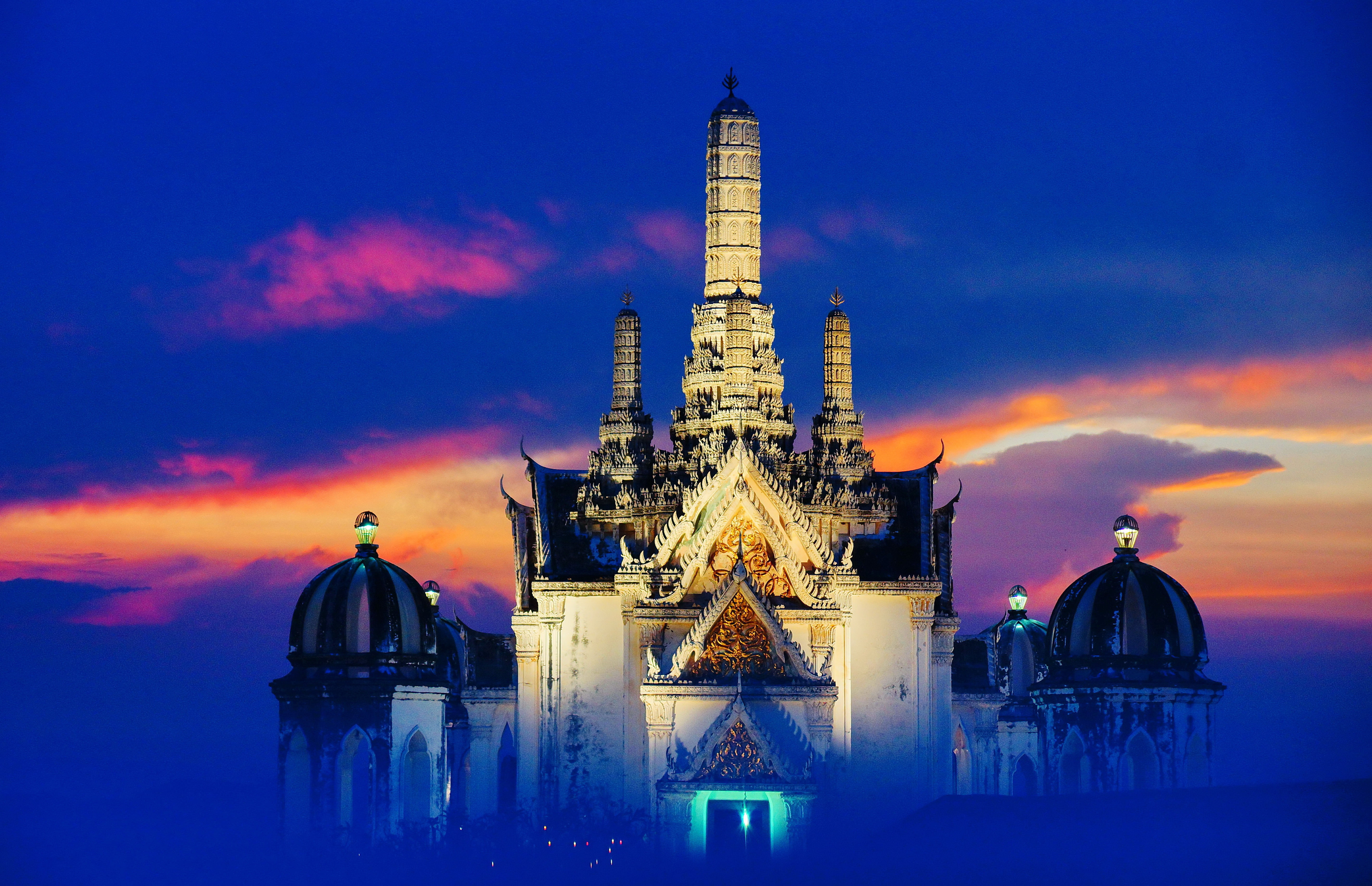
Křišťálová síň vítězství

Phra Nakhon Khiri (thajsky: อุทยานประวัติศาสตร์พระนครคีรี) je historický park na kopci nad thajským městem Phetchaburi. Název Phra Nakhon Khiri znamená Svatý městský kopec, ale u místních je znám spíše jako Khao Wang, tedy Kopec s palácem.
V parku jsou tři skupiny budov na třech vrcholech 92 m vysokého vrchu. Vlastní palác stojí na západním vrcholu. Prostřední vrchol slouží jako velká stúpa jménem Phra That Chom Phet. Na východním vrcholu stojí Wat Phra Kaeo, královský chrám, postavený v podobném stylu jako Wat Phra Kaeo v Bangkoku. Celý komplex byl vybudován jako letní sídlo králem Mongkutem.
Stavba byla dokončena roku 1860 a celá lokalita je registrována jako historický park od 27. srpna 1979. Dvě palácové budovy v současnosti slouží jako pobočka Thajského Národního muzea.